# Gabriello Carnazza Puglisi
Gabriello Carnazza Puglisi (Catania, 24 ottobre 1809 – Catania, 29 marzo 1880) è stato un giurista, patriota e politico italiano.

## Biografia
Figlio dell'avvocato Giuseppe e di Maria Puglisi, laureatosi in Giurisprudenza, appena ventenne fece parte insieme al fratello Sebastiano di quella eletta schiera di giovani educati alla scuola dei discepoli del De Cosmi, e cioè di Emanuele Rossi (1760-1835), Francesco Strano (1766-1831), e Gioacchino Fernandez.
Nella repressione della rivolta indipendentista catanese del 1837 fu condannato a venticinque anni di reclusione per la sua attività carbonara, ne scontò dieci a Nisida.
Rientrato in Sicilia, nel 1848 divenne esponente dei democratici nella Camera dei Comuni. Fu deputato nel 1848 al Parlamento siciliano nel governo rivoluzionario di Ruggero Settimo.

Escluso dall'amnistia, esule a Malta e a Parigi, coltivò anche il giornalismo.
Rientrato in patria dopo il 1860, fu deputato del Regno d'Italia nella VIII legislatura (1861-1865), e professore di diritto costituzionale ed amministrativo all'università di Catania.
Nel 1863 è consigliere al comune di Catania. Diviene presidente del consiglio provinciale dal 1867 al 1869.
Padre del deputato e senatore Giuseppe e nonno del giurista e ministro Gabriello e del deputato Carlo.

## Opere
- Gabriello Carnazza, La monarchia costituzionale e la federazione sono impossibili in Italia, S.l., s.n., dopo il 1851.
- Gabriello Carnazza, Ai documenti della Rivoluzione siciliana illustrati da G. La Masa : aggiunte e chiose dell'avvocato Gabriello Carnazza, Torino, Tip. Canfari, 1850.
- Gabriello Carnazza, La monarchia è impossibile in Italia, (Italia), s.n., 1851.
- Gabriello Carnazza, La rivoluzione e l'unità d'Italia: lettera di Gabriello Carnazza a Giuseppe Ferrari, (Italia),s.n., 1851.
- Gabriello Carnazza, L'unità d'Italia, (Italia), [s.n.], 1851.
- Gabriello Carnazza, Persecuzioni politiche sotto Ferdinando II: 1830-1859: lettere raccolte dall'avvocato Gabriello Carnazza, Catania, Tip. di C. Galatola, 1860.
- Gabriello Carnazza, Pel circolo degli operaj introduzione al dritto costituzionale: discorso, Catania, tip. La Fenice di Musumeci, 1863.
- Gabriello Carnazza, Il diritto costituzionale italiano, Catania, N. Giannotta, 1886 [postumo].